# Ізабелла I Вірменська
Ізабелла (вірм. Զապել), відома також як Забель Рубінян та Ізабель. (27/25 січня 1216/1217 — 23 січня 1252) — королева Кілікійського царства, десята за ліком з правителів Кілікії. Походила з роду Рубенідів (Рубінян).

## Життєпис
Забель була єдиною дочкою царя Левона та його другої дружини Сибілли.
У травні 1219 року цар помер. Перебуваючи на смертному ложі, він устиг назвати ім'я свого спадкоємця, ним виявилась його дочка Забель. Регентом малолітньої королеви був призначений Атом Баграський, проте за кілька місяців, 1220 року, його було вбито. Після цього регентом став Костянтин Пайл з роду Гетумідів.
Проте остання воля померлого царя не всім припала до душі. Права Забелі на трон оскаржили внучатий племінник Раймунд-Рубен та Іоанн де Брієнн, чоловік Стефанії, дочки покійного царя від першого шлюбу. Всередині Кілікійського царства права Забелі на престол не оскаржувались, тому вірменська знать підтримала законну спадкоємицю престолу. В результаті цього віддані Левону князі схопили Раймунда-Рубена й запроторили його до в'язниці. Незабаром, після того як дорогою до Кілікії померли дружина та син Іоанна, той також припинив претендувати на трон
Невдовзі, з метою зміцнення держави, регент вирішив видати Забель заміж за Філіпа, одного з синів правителя Антіохії Боемунда IV. Головною умовою під час укладення шлюбу була вимога регента Костянтина щодо прийняття нареченим вірменського віросповідання й поважного ставлення до вірменських традицій. Філіп погодився, після чого в червні 1222 року в місті Сіс відбулось весілля Філіпа Антіохійського та Забелі. Новоспечений чоловік був визнаний принцом-консортом Кілікії. Однак Філіп не дотримався своєї обіцянки. Ображаючи національні почуття вірменів, він зневажливо ставився до вірменських традицій. При цьому проводив більшу частину свого часу в Антіохії, Філіп відкрито покровительствував латинським баронам. Дії Філіпа спричинили невдоволення як у народу, так і у знаті Кілікійського царства. В результаті чого, за три роки, його було ув'язнено, де він і помер.
1226 року регент, незважаючи на опір Забелі, за благословення нового католикоса Костянтина I, видав її заміж за Гетума Старшого, одного зі своїх молодших синів. Таким чином Кілікія отримала нового царя Гетума I, який став засновником другої кілікійської королівської династії -Гетумідів.
Померла Забель 23 січня 1252 року, була похована в монастирі Дразарк.

## Родина
1-й чоловік з 1222 до 1225 Філіп Антіохійський

дітей — не було
2-й чоловік з 1226 −1252 Гетум I

8 дітей:
- Євфимія (? — 1309)

чоловік — Жульєн Греньє
- Марія (? — 1310)

чоловік — Гай Ібелін
- Сибілла (? — 1290)

чоловік — Боемунд VI
- Левон III (коронований як Левон II) (1236—1289) — король Кілікії

дружина — Керан
- Торос (1244—1266)
- Рита I (? — ?)

чоловік — Костянтин
- Ізабелла (? — 1268/69)
- Васак — помер немовлям